# Hrvatski nogometni kup 1998./99.
Hrvatski nogometni kup 1998./99. bio je osmi Hrvatski nogometni kup. Naslov je branio Croatia Zagreb, a kup je osvojio Osijek. Ovo je prva sezona u kojoj je odigrano pretkolo. 
Finale (slavonski derbi) je ostalo obilježeno kontroverznim suđenjem. Osijeku je pripao naslov pobjednika kupa, čime je HNK Cibalia Vinkovci ostala bez trofeja.

## Pretkolo, 19. kolovoza
| Br. | Domaći sastav                | Rezultat | Gostujući sastav           |
| --- | ---------------------------- | -------- | -------------------------- |
| 1   | Mosor Žrnovnica              | 11:0     | Daruvar                    |
| 2   | Valpovka – Satnica (Valpovo) | 1:2      | Samobor                    |
| 3   | Čakovec                      | 3:0      | Croatia Đakovo             |
| 4   | Slavonija Požega             | 5:0      | Spartak Vest Mala Subotica |
| 5   | Dugo Selo                    | 2:1      | Posavina Zagreb            |
| 6   | Halubjan Viškovo             | 3:0      | Dugopolje                  |
| 7   | Podravac Virje               | 2:1      | Slunj                      |
| 8   | Tišljar Ivančica Ivanec      | 1:4      | Slaven Belupo Koprivnica   |
| 9   | Bojovnik 7 Novi Golubovec    | 1:0      | Slavonac Stari Perkovci    |
| 10  | Pazinka (Pazin)              | 1:0      | Varaždin                   |
| 11  | Zagora Unešić                | 0:2      | Moslavina Kutina           |
| 12  | Amater Slavonski Brod        | 6:1      | Mladost Hrastovac          |
| 13  | Istra Pula                   | 3:2      | Graničar Županja           |
| 14  | Raštane (Gornje Raštane)     | 2:0      | Nehaj Senj                 |
| 15  | TŠK Topolovac                | 4:0      | Neretva Metković           |
| 16  | Špansko Zagreb               | 0:1      | Mladost 127 Suhopolje      |

## Šesnaestina završnice, 6. – 15. rujna
| Br. | Domaći sastav             | Rezultat         | Gostujući sastav            |
| --- | ------------------------- | ---------------- | --------------------------- |
| 1   | Dugo Selo                 | 3:2              | Croatia Zagreb              |
| 2   | Bojovnik 7 Novi Golubovec | 2:3              | Hajduk Split                |
| 3   | TŠK Topolovac             | 0:1              | Varteks Varaždin            |
| 4   | Amater Slavonski Brod     | 2:2 (pr) (4:2 p) | Zagreb                      |
| 5   | Halubjan Viškovo          | 1:2              | Rijeka                      |
| 6   | Mosor Žrnovnica           | 0:1 (pr)         | Osijek                      |
| 7   | Podravac Virje            | 1:5              | Zadarkomerc (Zadar)         |
| 8   | Moslavina Kutina          | 2:3              | Segesta Sisak               |
| 9   | Raštane (Gornje Raštane)  | 2:0              | Inker Zaprešić              |
| 10  | Čakovec                   | 2:0              | Dubrovnik                   |
| 11  | Samobor                   | 1:2              | Hrvatski dragovoljac Zagreb |
| 12  | Pazinka (Pazin)           | 0:6              | Cibalia Vinkovci            |
| 13  | Slavonija Požega          | 0:3              | Belišće                     |
| 14  | Istra Pula                | 1:1 (pr) (1:4 p) | Šibenik                     |
| 15  | Mladost 127 Suhopolje     | 4:2              | Bjelovar                    |
| 16  | Marsonia Slavonski Brod   | 0:4              | Slaven Belupo Koprivnica    |

## Osmina završnice, 23. – 29. rujna
| Br. | Domaći sastav | Rezultat         | Gostujući sastav      |
| --- | ------------- | ---------------- | --------------------- |
| 1   | Slaven Belupo | 8:0              | Dugo Selo             |
| 2   | Hajduk Split  | 5:1              | Mladost 127           |
| 3   | Šibenik       | 0:1              | Varteks               |
| 4   | Belišće       | 4:1              | Amater Slavonski Brod |
| 5   | Cibalia       | 1:0              | Rijeka                |
| 6   | Osijek        | 3:1              | Hrvatski dragovoljac  |
| 7   | Čakovec       | 0:0 (pr) (5:4 p) | Zadarkomerc           |
| 8   | Segesta       | 4:0              | Raštane               |

## Četvrtzavršnica, 28. listopada (25. studenog)
| Prva momčad   | Rez. | Druga momčad | 1. ut. | 2. ut. |
| ------------- | ---- | ------------ | ------ | ------ |
| Slaven Belupo | 5:1  | Segesta      | 4:1    | 1:0    |
| Čakovec       | 0:2  | Hajduk Split | 0:0    | 0:2    |
| Varteks       | 2:4  | Osijek       | 2:1    | 0:3    |
| Belišće       | 0:7  | Cibalia      | 0:4    | 0:3    |

## Poluzavršnica, 3. ožujka (17. ožujka)
| Prva momčad | Rez.        | Druga momčad  | 1. ut. | 2. ut. |
| ----------- | ----------- | ------------- | ------ | ------ |
| Cibalia     | 3:3 (6:5 p) | Hajduk Split  | 2:1    | 1:2    |
| Osijek      | 1:0         | Slaven Belupo | 1:0    | 0:0    |

## Završnica
| 30. svibnja 1999.                          |           |                    |                                                                     |
| Cibalia                                    | 1:2 (pr.) | Osijek             | Maksimir, Zagreb Broj gledatelja: 5000 Sudac: Reno Sinovčić (Zadar) |
| Jurić 35' Raić-Sudar 50', 50' Ravlić , 67' | Izvještaj | Mitu 90' Lasić 97' | Maksimir, Zagreb Broj gledatelja: 5000 Sudac: Reno Sinovčić (Zadar) |

## Poveznice
- 1. HNL 1998./99.
- 2. HNL 1998./99.
- 3. HNL 1998./99.
- 4. rang HNL-a 1998./99.
- 5. rang HNL-a 1998./99.
- 6. rang HNL-a 1998./99.
- 7. rang HNL-a 1998./99.